# Yuxi
Yuxi (chiń. 玉溪; pinyin Yùxī) – miasto o statusie prefektury miejskiej w południowych Chinach, w prowincji Junnan. Prefektura miejska w 1999 roku liczyła 1 991 346 mieszkańców.
W 1999 roku organizator finałowego turnieju Grand Prix siatkarek.